# Wingsuiting

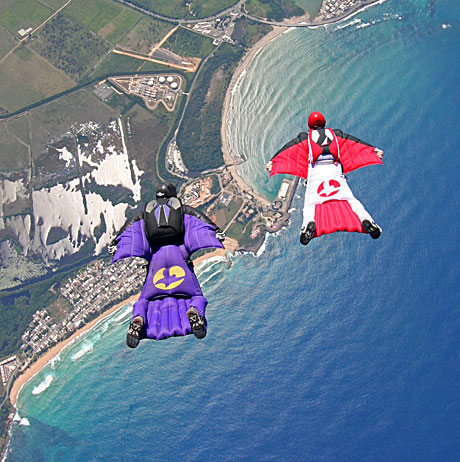
Wingsuiterzy

Wingsuiting, latanie w wingsuicie – sport ekstremalny, w którym skoczek ubrany w specjalny kombinezon skacze z dużej wysokości (z samolotu, szczytu urwiska, wysokiej budowli itp.), a następnie szybuje. Lot kończy się otwarciem spadochronu i lądowaniem. Sport ten powstał w latach dziewięćdziesiątych, wraz z wynalezieniem odpowiedniego kombinezonu.
Wingsuit zmniejszając prędkość opadania i zwiększając prędkość w poziomie pozwala na znacznie dłuższe przebywanie w powietrzu. Zgodnie z zaleceniami Amerykańskiego Stowarzyszenia Spadochronowego (United States Parachute Association), aby wykonać pierwszy skok w wingsuicie, należy mieć wykonane co najmniej 200 zwykłych skoków spadochronowych w ciągu ostatnich 18 miesięcy.
Amerykański skoczek spadochronowy Jeb Corliss planował wykonać pierwsze na świecie lądowanie w wingsuicie bez otwierania spadochronu. Jednak 23 maja 2012 lądowanie takie jako pierwszy wykonał Gary Connery, który po skoku ze śmigłowca wylądował w wingsuicie na olbrzymiej stercie kartonowych pudeł.
Bardzo widowiskową i dostarczającą ogromnych dawek adrenaliny jest odmiana wingsuitingu zwana proximity flying, będąca połączeniem wingsuitingu i BASE jumpingu. Polega ona na skoku ze szczytu górskiego, a następnie niskim przelocie wykorzystującym naturalny spadek terenu, często między niżej położonymi szczytami i wierzchołkami drzew, wzdłuż wąwozów i przez otwory skalne.